# Havana (Kansas)
Havana – miasto w Stanach Zjednoczonych, w stanie Kansas, w hrabstwie Montgomery.